# 사와다 유다이
사와다 유다이(일본어: 澤田 雄大, 1999년 4월 17일~)는 일본의 축구 선수이다.

## 구단 경력
그는 2022년 일본 풋볼 리그의 소니 센다이 FC에 입단했고, 2년동안 팀에서 뛰었다. 2024년 J3리그의 나라 클럽로 이적했다.